# Courbe de Beveridge

Courbe de Beveridge (abscisse : taux de chômage u, ordonnée : taux d'emplois vacants v).

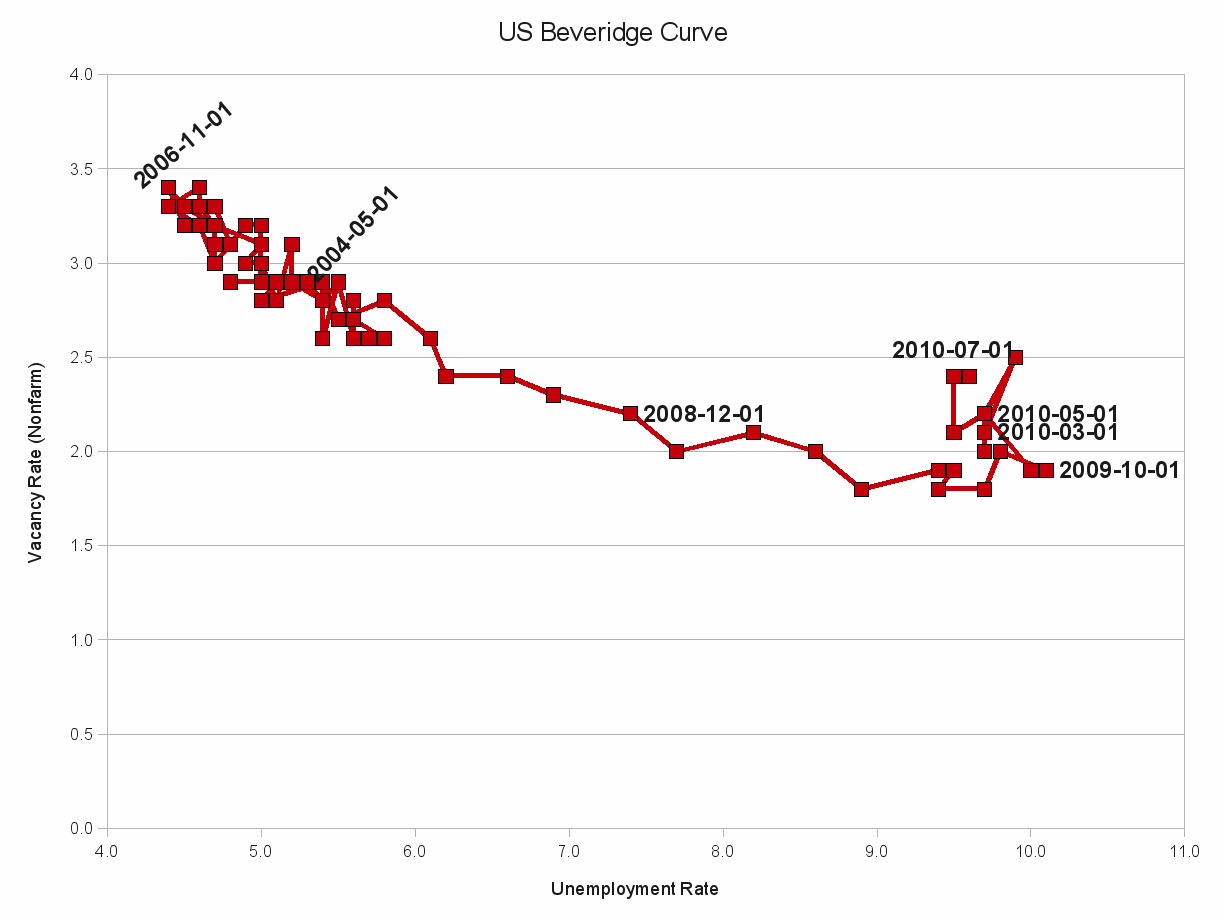
Courbe de Beveridge pour les États-Unis entre 2004 et 2010

La courbe de Beveridge (ou courbe U/V) est une courbe représentant la relation entre le taux de chômage et le nombre d'emplois vacants exprimé en proportion de la population active. Mise au point par William Beveridge, cette courbe permet d'appréhender la relation inverse entre taux de chômage et emplois vacants : en règle générale, dans une économie, plus le taux de chômage est faible, plus le nombre d'emplois vacants est élevé, et vice versa.

## Construction
Le taux de chômage figure sur l'axe des abscisses et est désigné par la lettre U pour « Unemployment rate ». Le taux d'emplois vacants figure sur l'axe des ordonnées, et est désigné par la lettre V pour « Vacancy rate ». Il est exprimé en proportion de la population active.
De forme hyperbolique, la courbe a un profil décroissant entre taux d'emplois vacants et taux de chômage. Ce qui signifie :
- Que durant les périodes favorables, la croissance fait que la demande d'emplois est forte : le taux de chômage baisse, car l'activité crée plus d'emplois qu'elle n'en détruit. Conséquence : le taux d'emplois vacants augmente.
- Que durant les périodes défavorables, la faible conjoncture détruit davantage d'emplois qu'elle n'en crée : le taux de chômage augmente. Conséquence : le taux d'emplois vacants a tendance à diminuer.

L'intersection de la courbe avec la bissectrice issue de l'origine du graphe marque le point où le taux de chômage est égal au taux d'emplois vacants.
Ce point indique donc une situation où il y a un problème d'« appariement » dans la relation entre employeurs et chômeurs : les postes offerts ne correspondent pas aux profils des chômeurs demandeurs, ou dit inversement, les employeurs constatent que les chômeurs ne correspondent pas aux profils qu'ils souhaitent recruter.
La nature de la forme de la courbe dépend en partie de la nature du choc économique qui frappe le pays.

## Fonctionnement

### Placement sur la courbe
La position effective d'une économie sur la courbe est révélatrice de l'état de la conjoncture, du cycle économique dans lequel elle se trouve.
- En période de récession sont constatés un chômage élevé et de faibles taux d'emplois vacants, ce qui correspond sur la courbe à une position sur le côté inférieur et à droite de la bissectrice
- En période d'expansion, le taux de postes vacants est élevé, avec un faible taux de chômage, ce qui place l'économie sur un point de la courbe à gauche et au-dessus de la bissectrice.

### Placement de la courbe elle-même
La courbe de Beveridge peut se déplacer le long de la bissectrice car les modifications ( à court terme ) conjoncturelles ou ( à long terme) structurelles facilitent ou au contraire contrarient la rencontre sur le marché entre l'offre et la demande de travail. les raisons sont multiples :
Variation du taux d'activité, du taux de chômage frictionnel, du taux de qualification et/ou d'employabilité, de la politique d'éducation ou de formation, attitudes face au travail selon le genre, l'age, de l'immigration, de la mobilité de la main d'œuvre, de la politique des retraites, de l'efficacité des services chargés de l'emploi, etc.
- Lorsqu'elle se déplace vers le haut de la bissectrice, le déplacement est l'indice d'une dégradation de la correspondance, de « l'appariement » entre l'offre et la demande de travail.
- Inversement, une courbe qui se rapproche de l'origine des axes montre au contraire que le marché du travail fonctionne de manière plus fluide et enregistre une meilleure adéquation entre profils des postes offerts et demandés.

## Politiques
Les politiques de l'emploi ont pour objectif de déplacer vers la gauche la courbe de Beveridge, c'est-à-dire de faire en sorte que le nombre d'emplois vacants demeure faible. Cela signifie que la politique de l'emploi doit favoriser l'appariement de l'emploi, c'est-à-dire faciliter la rencontre entre la demande et l'offre de travail.

## Vérification empirique
Pendant la Grande Récession de 2008, les pays de l'OCDE ont vu leur courbe de Beveridge se déplacer vers le bas : la hausse du chômage a réduit le nombre d'emplois vacants. La reprise économique a toutefois mené certains pays à voir leur courbe monter à nouveau.
En France, une étude de 2018 de Drumetz et Lecat montre que la courbe de Beveridge s'est déplacé vers le haut. Cela signale une détérioration de l'appariement de l'emploi dans le pays : même lorsque le chômage est élevé, un grand nombre d'emplois vacants demeure.

## Source
- La Courbe de Beveridge, in revue « Alternatives économiques » ( N° 313 / mai 2012 )

1. ↑  Liêm Hoang-Ngoc, Fiches d'Économie du travail et des politiques de l'emploi, Editions Ellipses, 5 janvier 2021 (ISBN 978-2-340-04799-0, lire en ligne)
2. ↑  Marc Montoussé, Analyse économique et historique des sociétés contemporaines, Editions Bréal, 2007 (ISBN 978-2-7495-0658-6, lire en ligne)
3. ↑  OECD, Perspectives de l'emploi de l'OCDE 2014, OECD Publishing, 3 novembre 2014 (ISBN 978-92-64-21534-4, lire en ligne)
4. ↑  « Le marché du travail français est-il en tension ? », sur Banque de France, 27 juin 2018 (consulté le 16 avril 2023)